# Червоний мангр
Червоний мангр (Rhizophora mangle) — вид рослин родини різофора (Rhizophora).

## Будова
Невелике дерево, що досягає 20 м висоти. Має повітряні корені, що ростуть з основного стовбура на висоті 2-4,5 метрів. Корені використовуються для газообміну. На коренях є чечевички, що зберігають кисень під час припливу. Кора червоняста. Шкірясті овальні темно-зелені листки досягають 12 см в довжину. Цвіте на піку дощового сезону. Рослина продукує насіння, що проростає прямо на дереві. Падаючи, насіння застрягає коренем у мулині і проростає. Також насіння може плавати. Вода розносить насіння на далекі відстані, де Rhizophora mangle формує нові колонії.

## Життєвий цикл
Це одна з найвизначніших рослин, що окупувала узбережжя моря у тропіках та субтропіках. Формує припливні ліси на заболочених територіях.

## Поширення та середовище існування
Походить із Західної Африки та тропічної Америки. Може рости разом з білим мангром (Laguncularia racemosa), чорним мангром (Avicennia germinans) та конокарпусом прямостоячим (Conocarpus erectus).

## Галерея

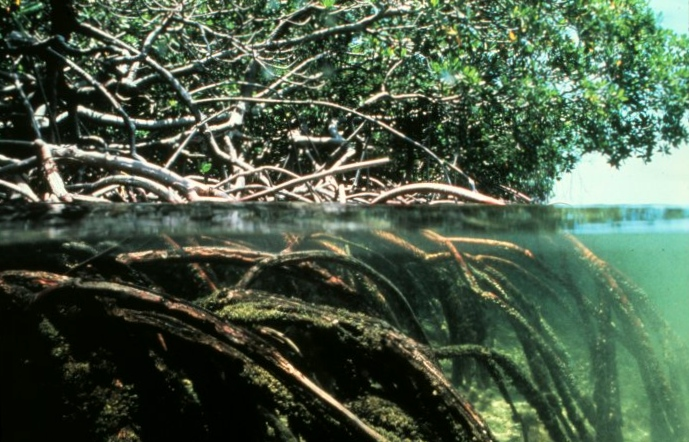
Вид коріння під водою
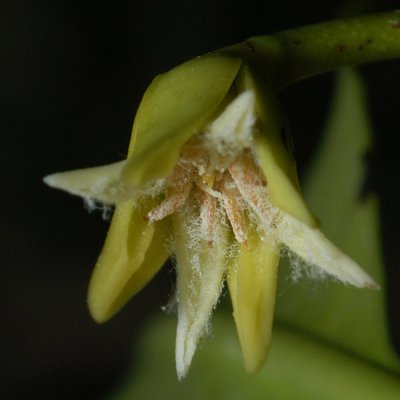
Квітка
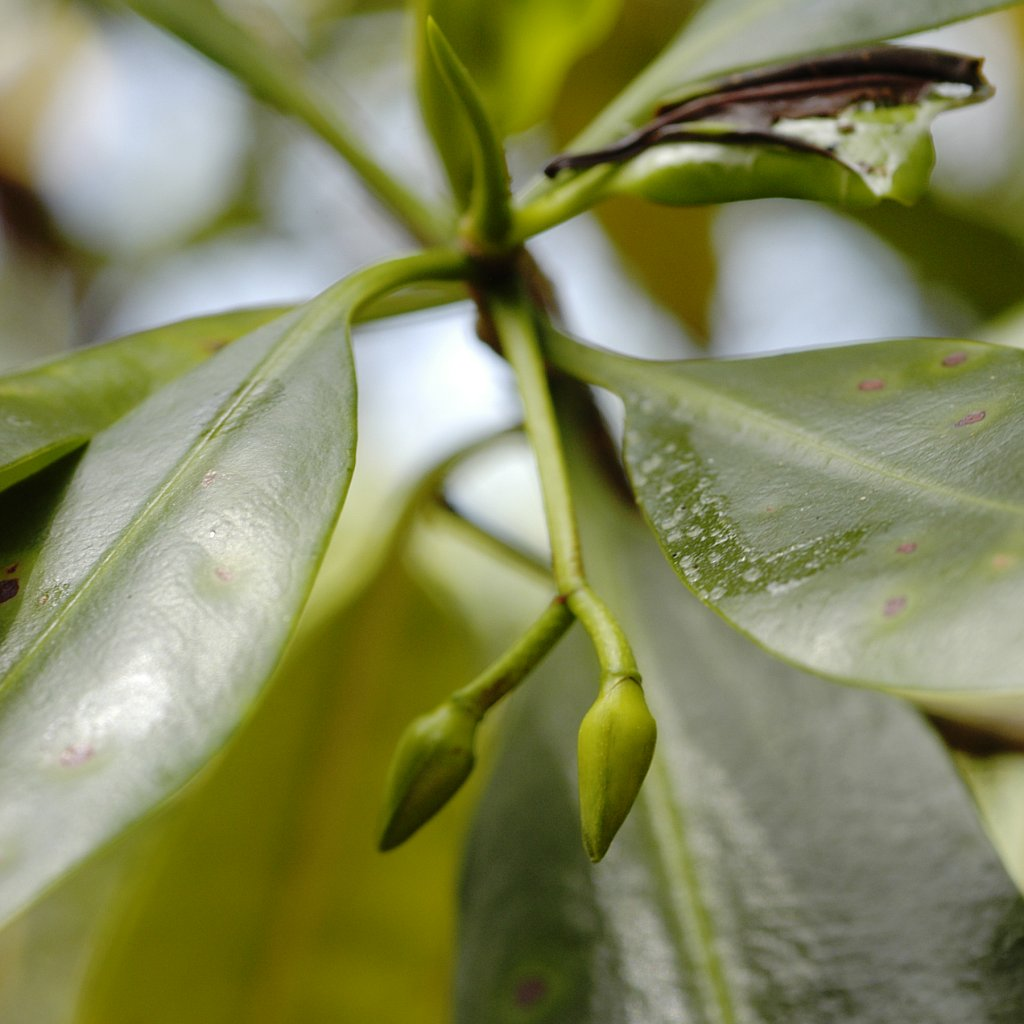
Бутон
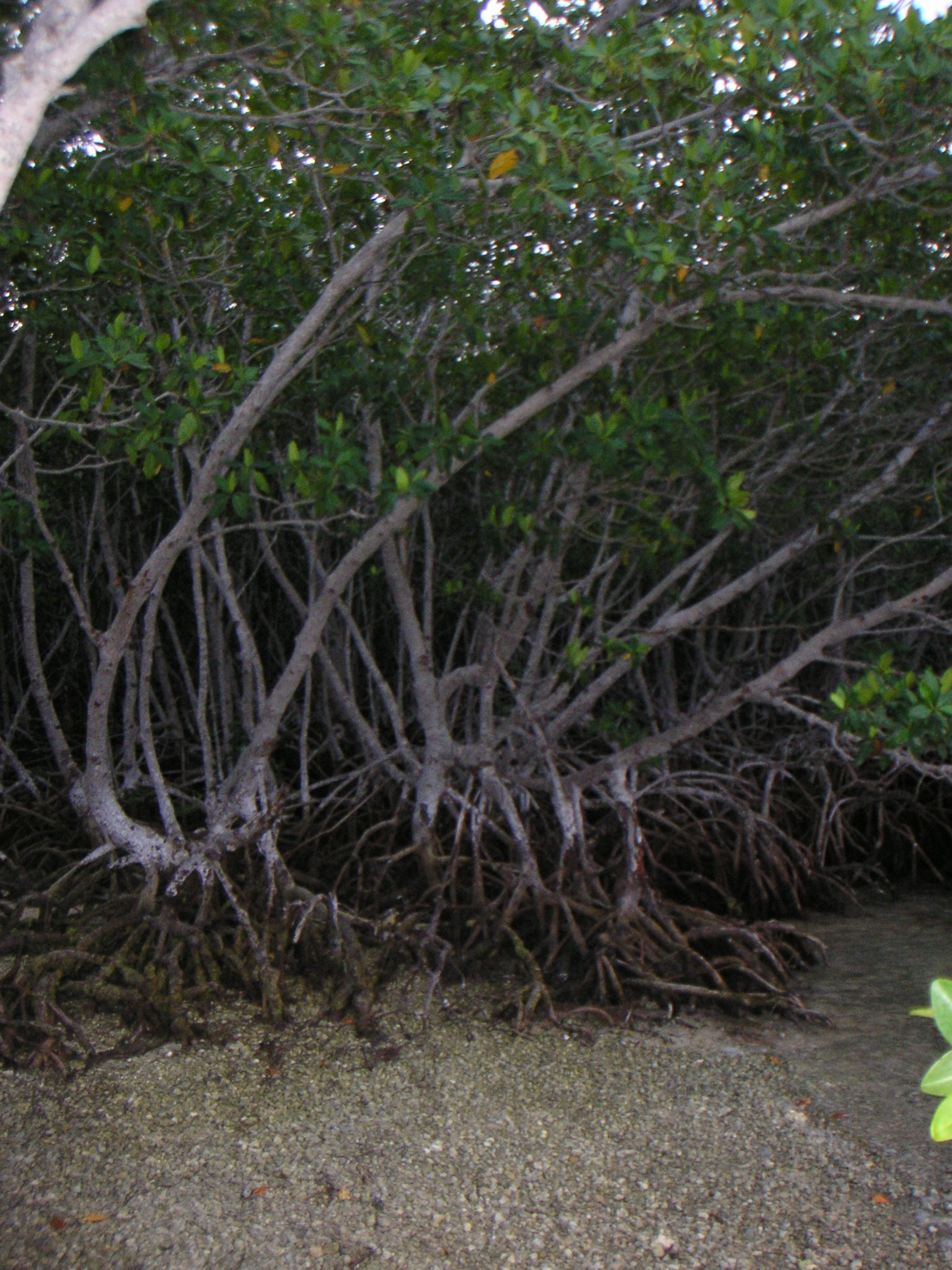
Дерево з корінням
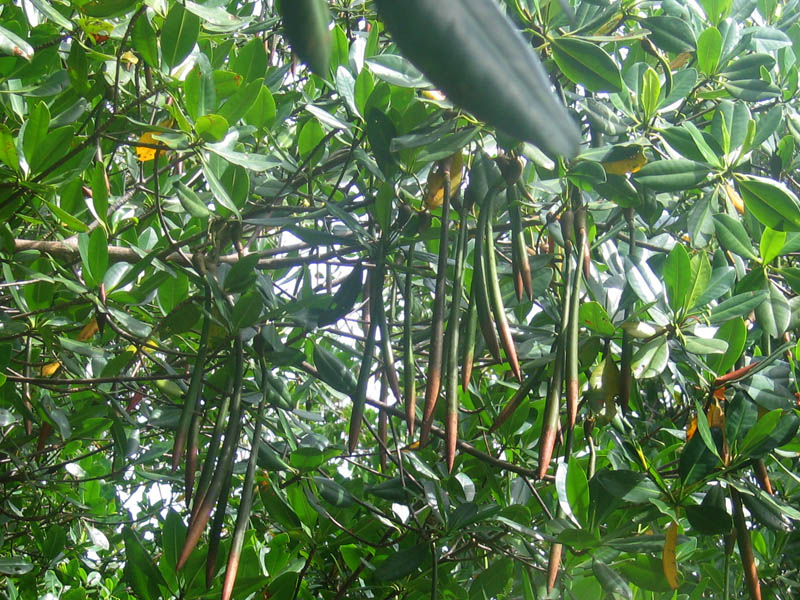
Насіння